# Солнечная энергетика в Китае
Солнечная энергетика Китая — это одна из отраслей возобновляемых источников энергии, основанная на получении электроэнергии солнечного излучения. Является «экологически чистой», то есть не производящей вредных отходов во время активной фазы использования.
В Китае наблюдается самая высокая динамика ввода новых мощностей в солнечной энергетике. Китай лидирует в производстве фотогальванических элементов, ключевых компонентов для солнечных панелей, потеснив традиционных драйверов «зеленой» энергетики: Германию, Японию, США.
В 2017 году Китай занимает уже первое место рейтинга RECAI (E&Y) по инвестиционной привлекательности ВИЭ. Общая сумма инвестиций в ВИЭ уже превышает капиталовложения в ископаемые источники энергии (уголь, нефть, газ). Общая выработка электроэнергии от ВИЭ к сентябрю 2017 года возросла до 630 ГВт (включая гидроэнергетику 339 ГВт), из них 120 ГВт приходится на солнечную генерацию.
По данным Национального управления по энергетике Китая, на конец 2016 года общий объём установленных мощностей солнечных панелей составил 77.42 ГВт, что составило 1 % от общей выработки электроэнергии в стране. Однако, несмотря на большие темпы количественного прироста, по уровню потребления солнечной генерации на душу населения Китай пока сильно отстает от развитых стран (Германии, Японии, США, Испании).
Синьцзян, Ганьсу, Цинхай и Внутренняя Монголия обладают наибольшим объёмом установленных мощностей по солнечной генерации. Согласно плану развития солнечной энергетики в 2016—2020 гг. будет введено ещё 110 Гвт. К 2030 году правительство КНР ставит цель увеличить долю ВИЭ в общем энергобалансе страны с 11 % до 20 %. Для развития индустрии ВИЭ будут выделены 2.5 трлн юаней или $364 млрд. В 2022 году мощность солнечной энергетики составляла 393 032 МВт.

## Переход Китая на возобновляемые источники энергии
Одна из приоритетных целей Китая в энергетической сфере — это сокращение выбросов СО2 в атмосферу, повышение энергоэффективности, увеличение доли возобновляемых источников энергии, к которым относится энергия солнца, ветра, воды, биотоплива, приливов, вулканов. Самая главная задача — остановить катастрофическое ухудшение состояние окружающей среды в Китае. До сих пор уголь играет ведущую роль (62 % или 3,5 млрд тонн в год) в энергопотреблении Китая.
Доминирование угля в период бурного экономического роста создало серьезную нагрузку на окружающую среду, и сейчас экология представляет один из главных внутренних вызовов развития Китая. Начиная с 2000-х годов, правительство Китая начало проводить планомерную политику по сокращению доли угля в энергобалансе страны и государственное субсидирование развития отраслей возобновляемой энергетики. До 2020 года власти запретили строить новые угольные ТЭС мощностью больше 150 МВт, а установленная суммарная мощность угольных электростанций не должна превышать 1,1 тыс. ГВт

## Развитие солнечной энергетики в Китае
Развитие в стране солнечной энергетики было предусмотрено шестым пятилетним планом развития КНР (1981—1985 гг.). Уже в первом квартале 1986 года в КНР действовало 40 тысяч установок по использованию солнечной энергии — больше, чем в любой другой стране мира.
В 2016 году Китай в общей сложности ввел новые 34.2 ГВт мощностей солнечной энергетики. Национальное управление энергетики Китая заявило, что в первой половине 2017 года установил 24.4 ГВт новых мощностей , и целых 13.5 ГВт только за один июнь 2017 г. Asia Europe Clean Energy (Solar) Advisory (AECEA) заявила, что в июле Китай установил ещё 10,52 ГВт солнечной генерации.
В результате, за первую половину 2017 года Китай перевыполнил цели своего собственного 13-й пятилетний план (2016—2017) по установке 105 ГВт солнечной генерации. Кроме того, новые мощности могут быть введены в связи с реализацией Программы по искоренению бедности (8ГВт). Общую сумму установленных мощностей в 2017 году прогнозируют в пределах 40—45 ГВт.
Чемпионские темпы ввода новых мощностей в солнечной генерации вызывают вопросы о влиянии развития данной индустрии на состояние окружающей среды. В частности, актуальны вопросы об утилизации огромного количества солнечных панелей после их отработки, экологичности производства оборудования для солнечной генерации, исчерпаемости редкоземельных металлов, которые необходимы для производства фотогальванических элементов.

## Экспансия китайской солнечной индустрии на мировых рынках
В рамках инициативы «Пояс и путь» Китай планирует экспортировать накопленные мощности солнечной генерации в другие развивающиеся страны. Будущий рынок может в перспективе генерировать $7,5 млрд в год для китайских производителей солнечных панелей и компаний, устанавливающих «солнечные фермы» (например, «GCL-Poly Energy Holdings» или «Suntech Power»).
Спрос на внутреннем рынке составит около 40 ГВт в 2017—2020 годах, составляя половину от установленных на материке мощностей. Это позволяет экспортировать избыточные мощности в 40 ГВт в другие страны «Пояса и пути», что стимулирует экспансию китайских компаний в сфере солнечной энергетике вовне.